# Lipno (Lipno megye)
Lipno (németül: Leipe) város Lengyelország, a Kujávia-pomerániai vajdaságban, Lipno megye és Gmina Lipno közigazgatási székhelye. Lakosainak száma 14 791 fő (2010).

## Fekvése
Lipno földrajzilag a Dobrzyńi-tóvidéken található. Płocktól mért távolsága 50 km, Włocławektól 23 km, Toruńtól 54 km délkeletre, Varsótól 160 km-re.
A Mień folyó áthalad a városon.

## Története
Lipno története a középkorba nyúlik vissza, amikor a Piast-dinasztia által uralt Lengyel Királyság része volt. 1349-ben városi jogot kapott. Lipno közigazgatásilag Dobrzyń tartományban, az Inowrocław vajdaságban, a Lengyel Korona Nagy-Lengyelország tartományában található. Annak ellenére, hogy nem Dobrzyń-föld fővárosa, a régió legfontosabb központja és a Dobrzyń-föld szejmik székhelye lett.
A várost 1793-ban Lengyelország második felosztásakor Poroszország annektálta, 1807-ben a rövid életű Varsói Hercegség, 1815-ben pedig az úgynevezett Kongresszusi Lengyelország része lett az orosz felosztás idején. Sok lakos vett részt az Orosz Birodalom elleni sikertelen novemberi és januári felkelésben, amely után Lipnót súlyos üldöztetések érték. Ennek ellenére a helyi lengyelek különféle szervezeteket alapítottak. Lipno ismét a független Lengyelország része lett, amikor az ország 1918. november 11-én kikiáltotta függetlenségét, majd a város kulturális élete is fellendült.

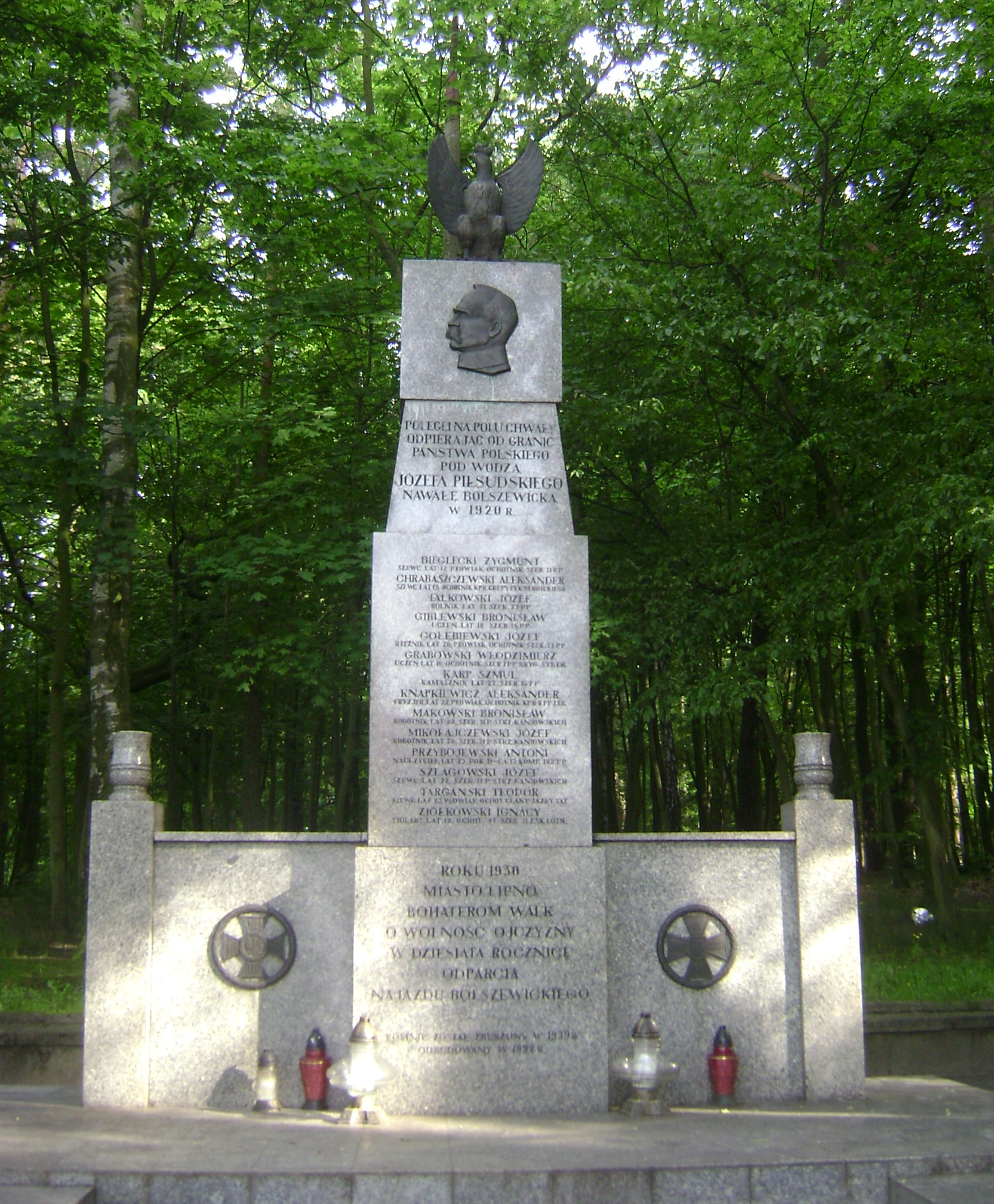
A lengyel–szovjet háborúban elesett lengyel katonák emlékműve

A lengyel–szovjet háború alatt a várost 1920. augusztus 13–14. között rövid időre a szovjetek megszállták,  azután magánházakat és üzleteket, valamint az önkormányzati hivatalt kifosztották, és terrorizálták a lakosságot.  A prominens helyi aktivistát, a lengyel védelem szervezőjét, Jerzy Starzyńskit iszonyatos kínzásoknak vetették alá mielőtt meggyilkolták. A megszálló biztonsági erők közel fele helyi kommunista zsidó volt, akiket főleg a szegény retegekből toboroztak.  A gazdag és az ortodox zsidók nem támogatták a szovjeteket, akik több gazdag zsidót kiraboltak és meggyilkoltak.  Lipnót 1920. augusztus 20-án szabadították fel a lengyelek  1930-ban emlékművet állítottak a háborúban elesett helyi lengyel katonáknak. 
1924-ben Zygmunt Uzarowicz, egykori lengyel függetlenségi aktivista, Lengyelország orosz felosztása során a város polgármestere lett, és egészen Lengyelország 1939-es német megszállásáig töltötte be hivatalát.
A második világháborút kiváltó lengyelorszagi német invázió idején a várost 1939. szeptember 2-án a németek megszállták, majd szeptember 8-án elfoglalták. A német megszállás alatt a lengyeleket tömegesen letartóztatták, kiutasították vagy kivégezték. A városban lengyelek számára börtönt létesítettek. Októberben a németek tömegesen letartóztatták a lipnói és a környező falvakból származó lengyel tanárokat és földbirtokosokat, és csalárd módon Lipnóba gyűjtötték őket a városi ügyekkel foglalkozó állítólagos konferenciákra. 71 tanárt és több tucat földbirtokost letartóztattak, koncentrációs és kényszermunkatáborokba zártak, majd többnyire meggyilkolták őket. Ezenkívül húsz papot is letartóztattak és bebörtönöztek a stutthofi koncentrációs táborba, ahol közülük 13-an meghaltak. Körülbelül 200 lengyelt és zsidót gyilkoltak meg Lipnóból és a környező falvakból a Karnkowo melletti erdőben. A lengyelek következő tömeges letartóztatására 1940 áprilisában került sor. November 3-án a piactéren nyilvánosan tíz lengyelt végeztek ki. A háború előtti polgármestert, Zygmunt Uzarowiczot letartóztatták és bebörtönözték Grudziądzban, majd a dachaui és buchenwaldi koncentrációs táborba deportálták, ahol 1942-ben agyonverték. Emellett mintegy 3300 lengyelt kiutasítottak Lipno megyéből, a zsidókat pedig náci gettókba deportálták, azonban a lengyeleknek sikerült föld alatti ellenállási mozgalmat létrehozniuk. 1939-ben a németek lerombolták az 1930-ból származó lengyel emlékművet, amelyet 1992-ben újjáépítettek.

## Sport
A helyi futballcsapat, a Mień Lipno, amely az alsóbb ligákban versenyez.

## Híres szülöttei
- Pola Negri színésznő (1896)
- Ja'akow Meridor politikus (1913)
- Leszek Balcerowicz közgazdász (1947)

## Képtár

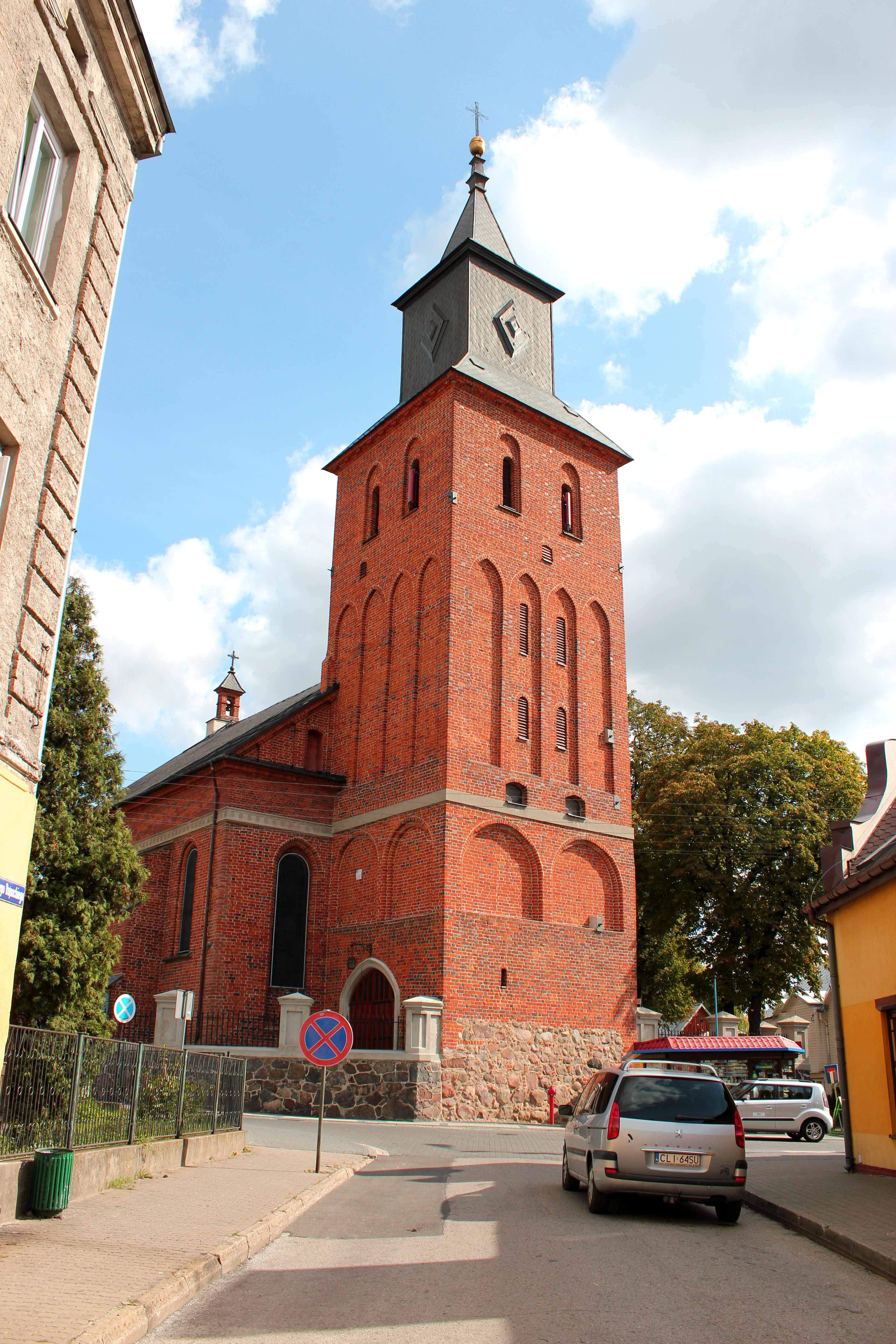
Szűz Mária Mennybemenetele templom
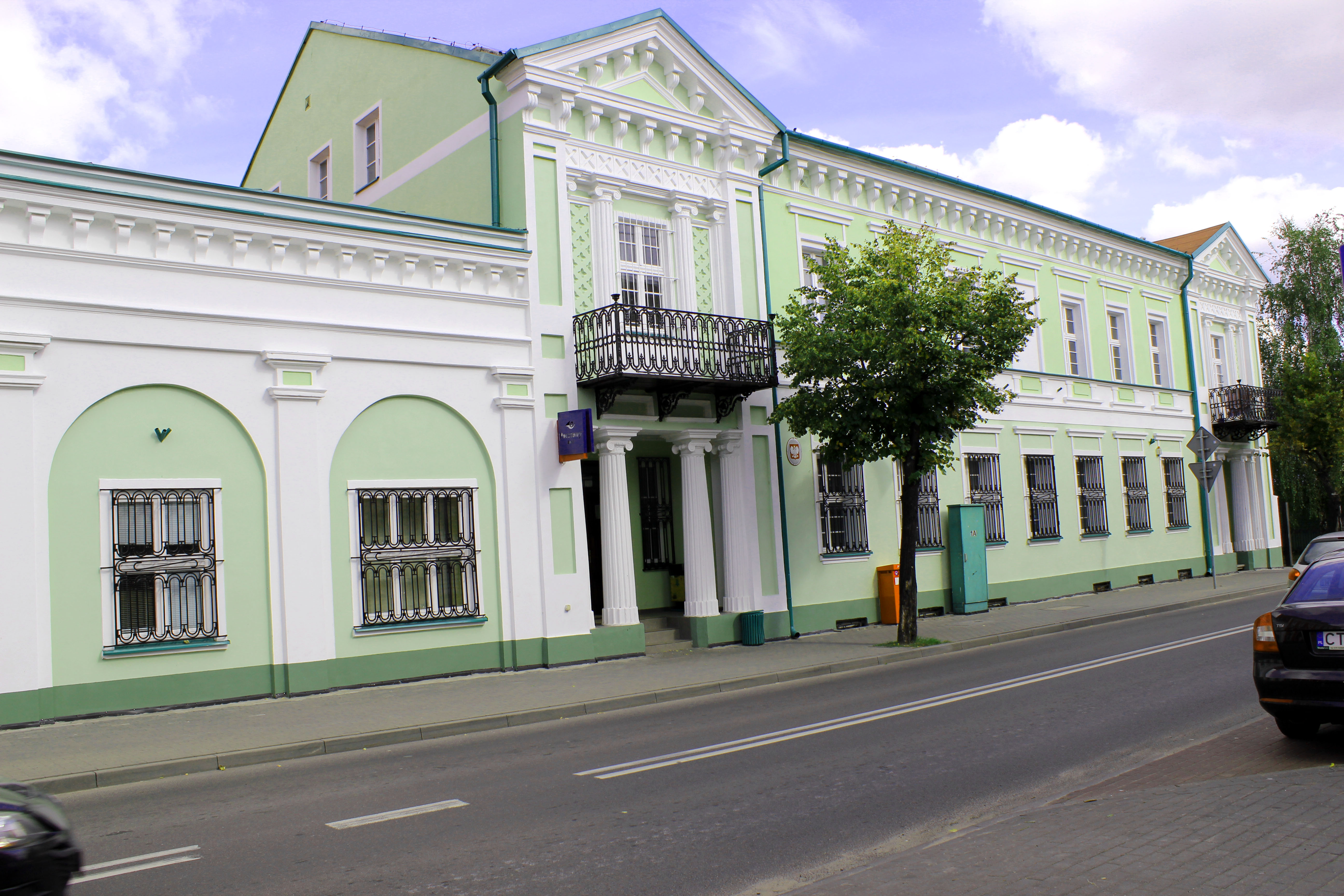
Postahivatal
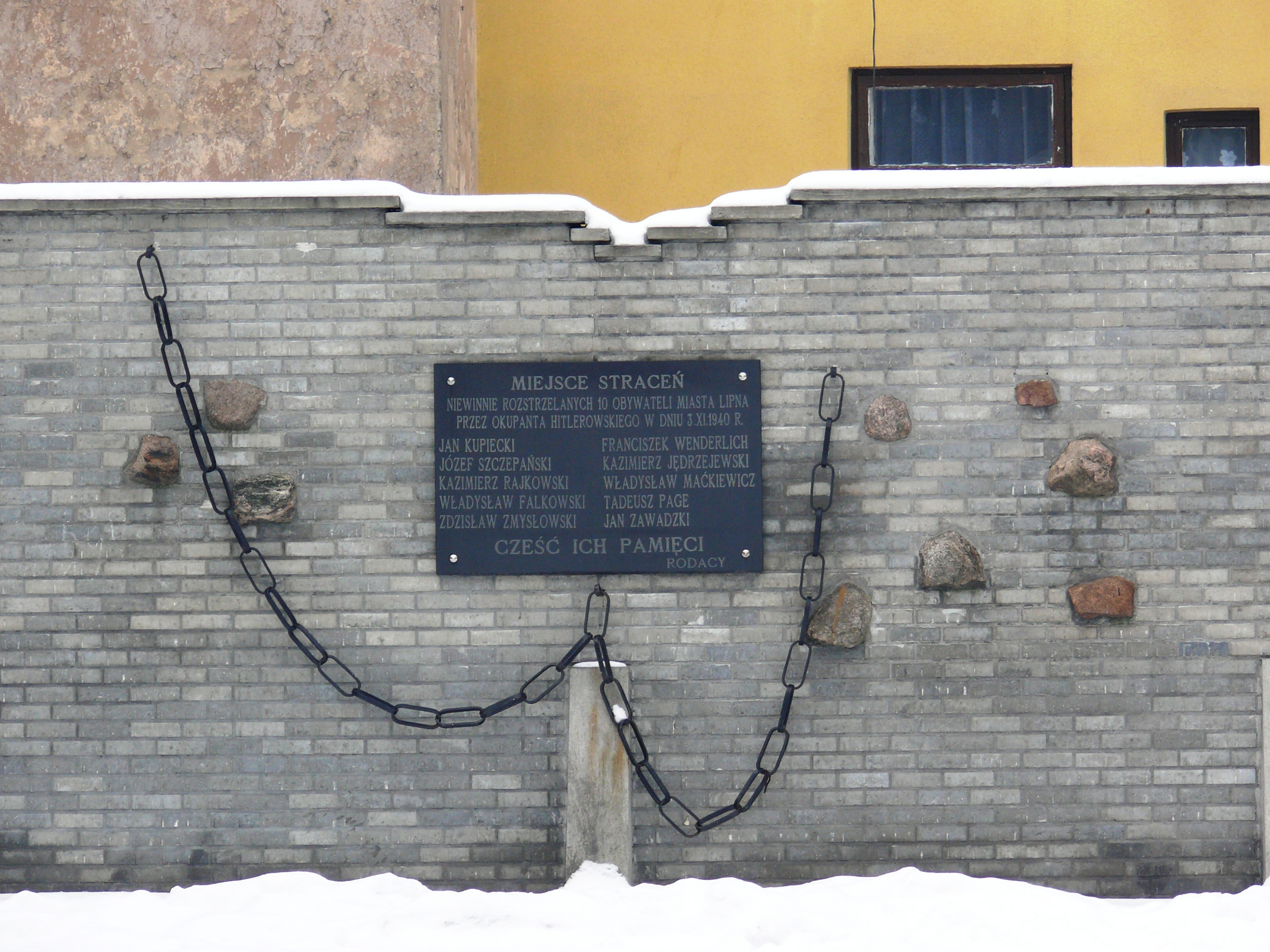
A németek által nyilvanosan 1940-ben kivégzett tíz lengyel emlékműve
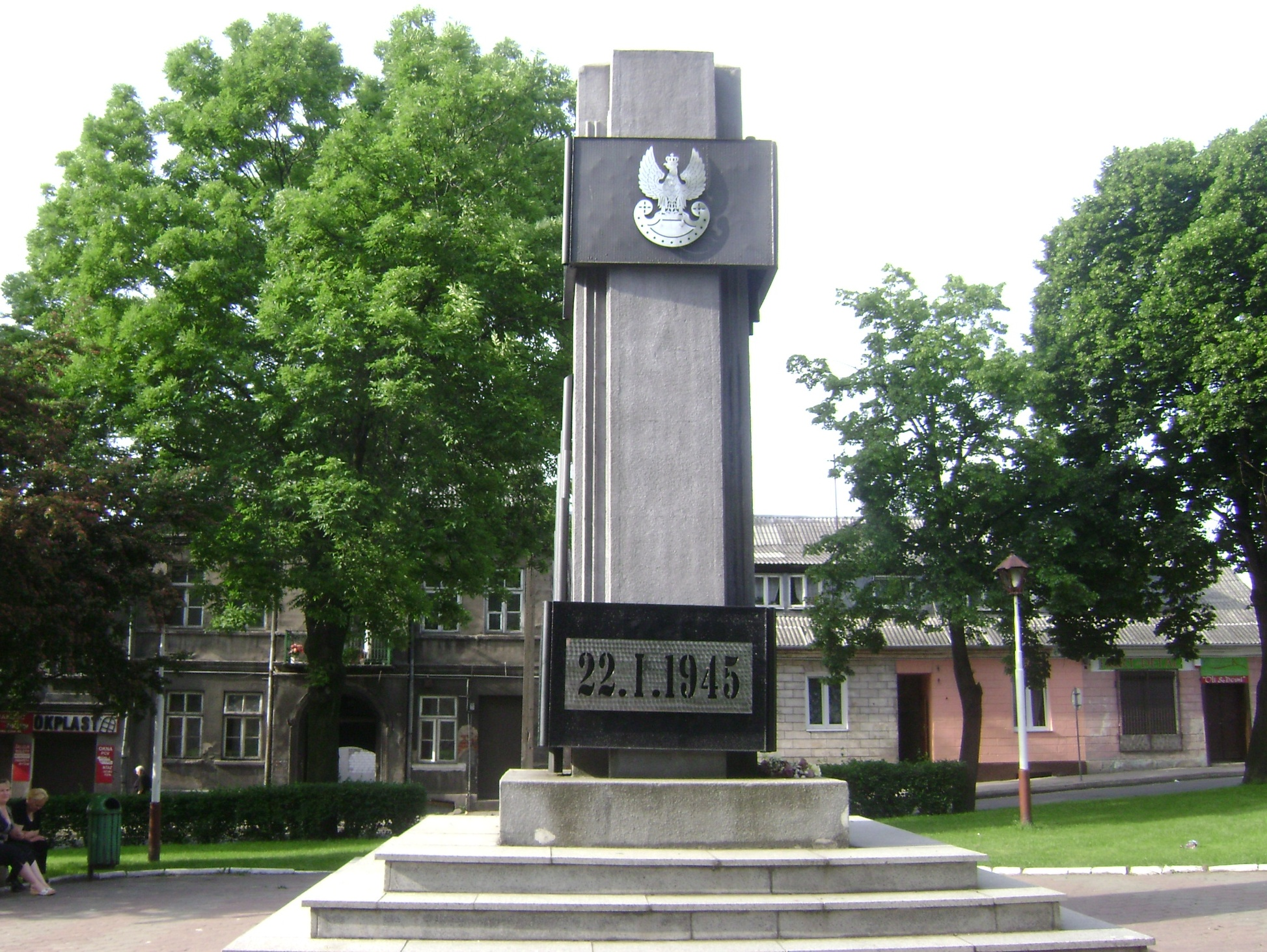
Második világháborús emlékmű
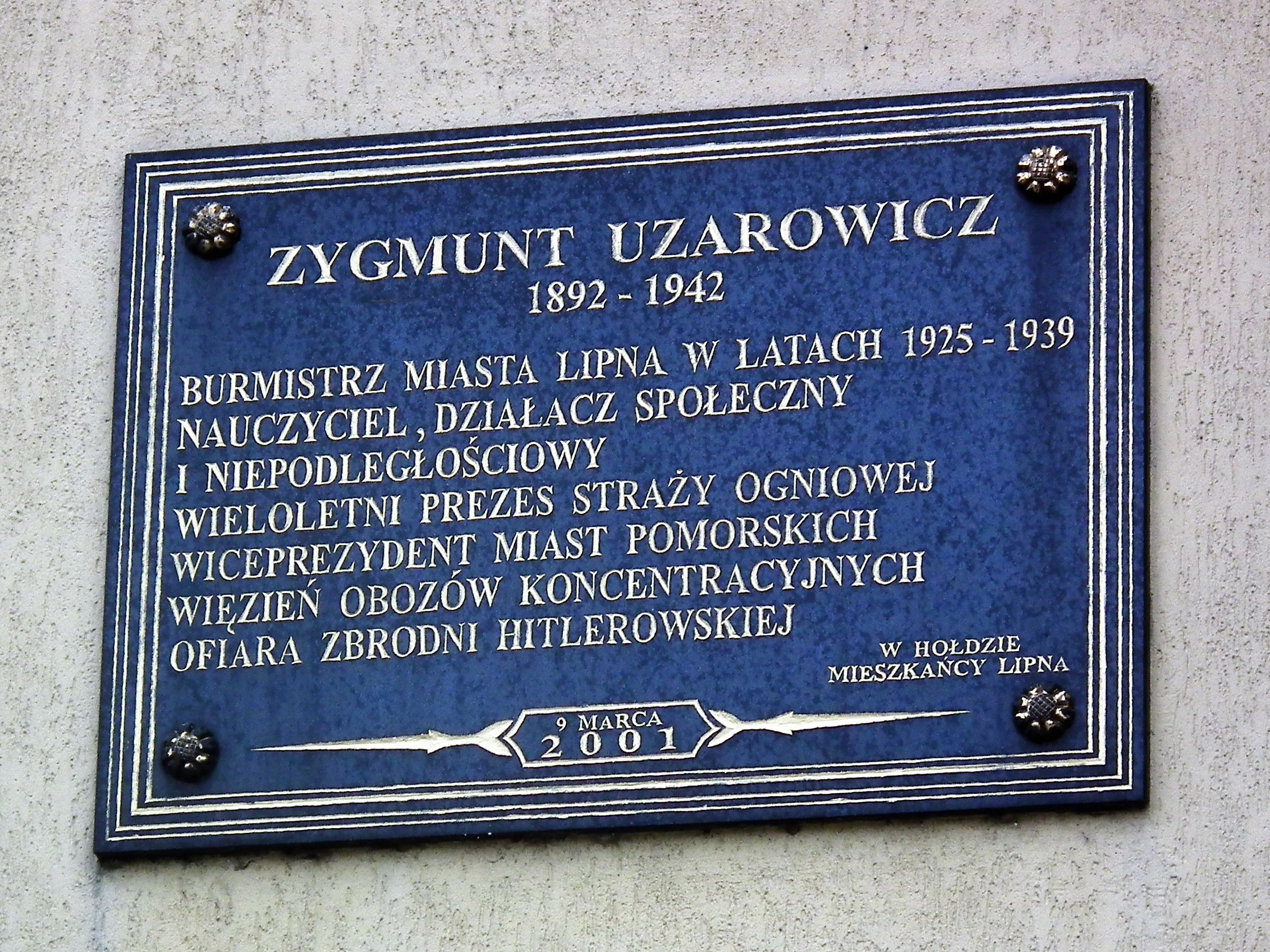
Zygmunt Uzarowicz polgármester emléktáblája
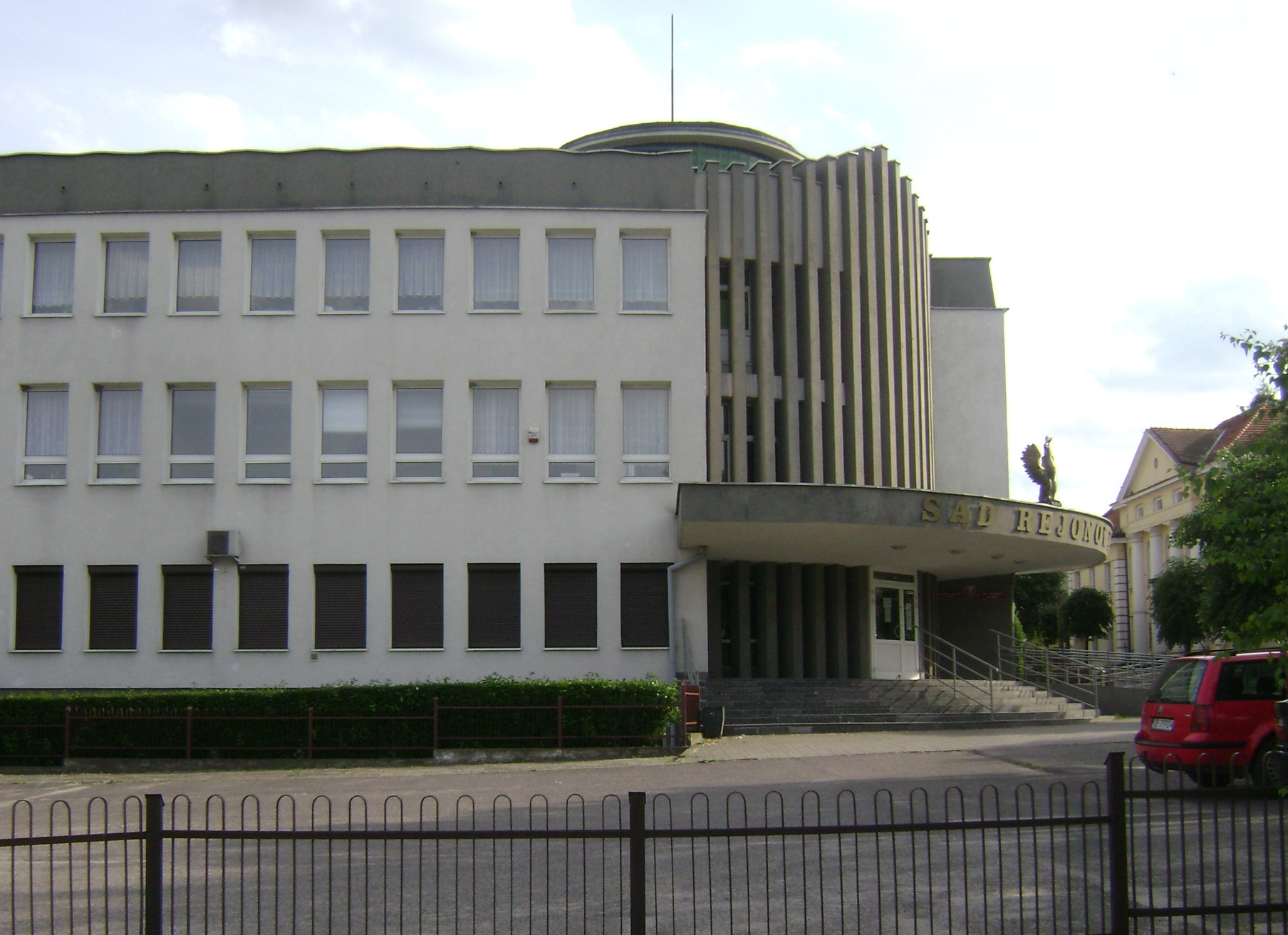
Városháza

## Fordítás
- Ez a szócikk részben vagy egészben  a   Lipno, Lipno County című angol Wikipédia-szócikk ezen változatának fordításán alapul.  Az eredeti cikk szerkesztőit annak laptörténete sorolja fel. Ez a jelzés csupán a megfogalmazás eredetét és a szerzői jogokat jelzi, nem szolgál a cikkben szereplő információk forrásmegjelöléseként.